# Raul Manglapus
Raul Sevilla Manglapus (* 20. August 1918 in Manila; † 25. Juli 1999 in Alabang, Muntinlupa) war ein philippinischer Politiker, der unter anderem von 1987 bis 1992 Außenminister war.

## Leben

### Rechtsanwalt und kommissarischer Außenminister
Manglapus, Sohn des ehemaligen Repräsentantenhaus-Abgeordneten Valentin Manglapus aus Ilocos Sur und dessen Ehefrau Justina Sevilla, besuchte die Grundschule sowie die High School der Ateneo de Manila University und begann danach ein Studium der Rechtswissenschaften an der University of Santo Tomas. 1940 gewann er den Rednerwettbewerb der Universitäten der Philippinen und wurde 1942 in Manila von der Militärpolizei der japanischen Besatzungsmacht wegen propagandistischer Aktivitäten verhaftet, woraufhin er sich zunächst im Fort Santiago befand. Nach seiner Verurteilung wurde er 1943 nach Muntinlupa verlegt, wo ihm im August 1944 die Flucht gelang. Im Anschluss schloss er sich der Widerstandsbewegung der Hunters Guerillas und kämpfte gegen die japanische Besatzungsmacht.
Nach Ende des Zweiten Weltkrieges legte Manglapus 1946 die juristische Staatsprüfung ab. Nach einem Studienaufenthalt an der Georgetown University arbeitete er als Journalist und Schriftsteller und verfasste neben verschiedenen Büchern auch Artikel für internationale Zeitungen und Zeitschriften. Er war Professor für Verfassungsrecht und Anwalt in der Kanzlei Tañada, Palaez and Teehankee, ehe er Partner der Anwaltskanzlei Feria, Manglapus and Associates war. Er engagierte sich als Mitglied der Philippine Veterans Legion sowie von 1951 bis 1953 als Präsident der Catholic Action of the Philippines und ferner als Gründer und Vorsitzender der Cultural Foundation of the Philippines. 1954 berief ihn Präsident Ramon Magsaysay zum Unterstaatssekretär im Außenministerium. Er fungierte 1957 im Kabinett von Präsident Carlos P. Garcia kurzzeitig als kommissarischer Außenminister.

### Senator und Präsidentschaftskandidat
Bei den Wahlen vom 12. November 1957 bewarb sich Manglapus für die von ihm und Manuel Manahan gegründete Progressive Party (PPP) für einen der acht zu vergebenden Sitze im Senat, erreichte mit 1.005.595 Stimmen jedoch nur den zwölften Platz und verpasste damit den Einzug in den Senat. Bei den darauf folgenden Wahlen vom 14. November 1961 wurde er für die PPP mit 3.489.658 Stimmen und damit mit dem besten Ergebnis für die acht zu vergebenden Sitze zum Senator gewählt. Während seiner Mitgliedschaft im Senat war er Vorsitzender des Untersuchungsausschusses (Blue Ribbon Committee) sowie des Ausschusses für Gesetzesrevisionen (Committee on revision of laws).
Manglapus war bei den Wahlen vom 9. November 1965 schließlich Kandidat der PPP für die Präsidentschaftswahl mit Manuel Manahan als Vizepräsidentschaftskandidat. Er erlangte nach Ferdinand Marcos von der Nacionalista Party (3.861.324 Stimmen, 51,94 Prozent) und dem bisherigen Präsidenten Diosdado Macapagal von der Liberal Party (3.187.752 Stimmen, 42,88 Prozent) mit 384.564	Wählerstimmen (5,17 Prozent) jedoch nur den dritten Platz.

### Exil in den USA und Rückkehr nach dem Sturz von Marcos
Nach der Verhängung des Kriegsrechts durch Präsident Marcos am 21. September 1972 ging Manglapus ins freiwillige Exil in die USA. Während seines Aufenthalts in den USA war er Vorsitzender der Gruppe Movement for a Free Philippines, die sich gegenüber dem US-Kongress für ein Ende der wirtschaftlichen und militärischen Unterstützung der USA für die Marcos-Diktatur einsetzte. Er kehrte erst nach dem Sturz von Marcos im Zuge der nach der Epifanio de los Santos Avenue benannten EDSA-Revolution ( Peoples Power Revolution) am 25. März 1986 auf die Philippinen zurück.
Bei den Wahlen vom 11. Mai 1987 wurde Manglapus als Mitglied der Nationalen Union der Christdemokraten NUCD (National Union of Christian Democrats), die zur Koalition Lakas ng Bayan gehörte, wieder zum Senator gewählt und belegte unter 54 Kandidaten mit 9.910.244 Stimmen (43,6 Prozent) den 16. Platz unter den 24 zu vergebenden Senatssitzen.
1987 wurde Manglapus von Präsidentin Corazon Aquino zum Nachfolger von Manuel Yan als Außenminister in deren Kabinett berufen. Dieses Amt bekleidete er bis zum Ende von Aquinos Amtszeit am 30. Juni 1992.
Manglapus war mit Pacita La O verheiratet.

## Veröffentlichungen
- Faith in the Filipino. The ripening revolution. A collection of speeches, statements, and other public papers from 1959 up to the present…, Manila 1961
- Revolt against tradition. The challenge of change and the Filipino's drive to greatness. A collection of the speeches of Senator Raul S. Manglapus since his election plus the prizewinning oration he delivered in 1940, Herausgeber Rodolfo Severino, Jr., Manila 1964
- Australia and the Asian revolution and The lucky world, East Melbourne 1966
- Japan in Southeast Asia. Collision course, New York City, 1976, ISBN 0-8700-3004-3
- Philippines, the silenced democracy, 1976, ISBN 0-8834-4381-3
- A pen for democracy. A decade of articles, speeches, letters, interviews, and committee testimony published in the international press and the U.S. Congressional record in the tradition of the Filipino democrats a century ago, Washington, D.C., 1983
- Toward a Muslim-Christian manifesto, Mitautor Michael O. Mastura, Manila 1988, ISBN 9-7111-5065-4
- Speeches, 1954-1991, Manila 1991, ISBN 9-7155-2008-1
- La voluntad del pueblo, 1992, ISBN 8-4784-4139-5